# Palau de la Duquessa de Medina de las Torres
El Palau de la Duquessa de Medina de las Torres és un edifici situat a la ciutat de Madrid al Passeig de Recoletos número 23, fent cantonada amb el carrer del Almirante.
Fou construït per l'arquitecte Agustín Ortiz de Villajos entre 1881 i 1884, edificant-lo sobre part del solar que fins aleshores ocupava el Circo Price.
L'edifici té quatre plantes i un semisòtan, mantenint un cos central amb dues cantonades, a les que l'any 1910 se li afegíren dues torrasses. La seva primera gran reforma la realitzà Enrique Simonet Castro entre 1932 i 1940, rebent posteriors reformes els anys1990, 1992 i 1995 a càrrec dels arquitectes Enrique de León García i Íñigo Ortiz Díez de Tortosa.
Actualment l'edifici està ocupat per l'empresa Mapfre.